# Bengala (banda)
Bengala es una banda mexicana de rock alternativo formada en la Cd. de México en 2003 que fue nominada al Grammy Latino en 2007 por mejor álbum de rock/alternativo. Ha compartido escenario con bandas como The Killers, Franz Ferdinand y Molotov. Entre algunas de sus canciones más conocidas se encuentran: "Carretera", "Miente", "Mal Incurable", "Cosas Infinitas", "Cárcel", y recientemente "Enloquecer".
El día 22 de septiembre de 2005, hicieron público su regreso en el Centro Cultural España. El resultado ha sido un nuevo sencillo, "Dejala Ir", lanzado el 18 de octubre del mismo año.

## Integrantes
Diego Suárez: Voz, Piano y Teclados
Jesús Herrera: Guitarra
Amauri Sepúlveda: Guitarra
Sebastián Franco: Bajo
Marcos Zavala: Batería y Coros

## Historia

### "Bengala" (2003 - 2007)
Bengala empieza en el 2003 en la Ciudad de México con 5 integrantes y decidiéndose juntar teniendo gustos e intereses en común y básicamente porque se divertían tocando. Antes cada uno de ellos tenían sus proyectos y decidieron abandonarlos para crear algo en conjunto teniendo muy clara la línea musical y artística que querían seguir. 
Durante un año entero se dedicaron a ensayar y a crear canciones para poder elegir las que ahora están en su álbum debut. Al mismo tiempo tocan en todos los lugares a los que los invitaron, pasando por fiestas y bares.  Más tarde el Auditorio Nacional, Palacio de los Deportes y Foro Sol (Vive Latino), abriendo a bandas como Fobia, The Killers, Franz Ferdinand y Molotov. 
Entraron al estudio de Tito y Paco de Molotov en el 2004 para grabar un álbum y sacarlo con Universal Music México aunque también escuchaban a las transnacionales. Después de recibir varias propuestas conocieron a Emmanuel del Real "Meme" de Café Tacvba y les ofreció mezclarlo y coproducirlo junto con Tony Peluso. Quedaron muy satisfechos con este trabajo al igual que Universal Music y después de varias pláticas acordaron descartar la idea de la independencia. Firmaron con ellos el 5 de octubre de 2006 para editar el disco el 4 de diciembre del mismo año. 
En julio de 2007, recibieron la invitación de participar en el LAMC (Latin Alternative Music Conference, por sus siglas en inglés) en la ciudad de Nueva York teniendo dos presentaciones con la presencia de muchos medios de Estados Unidos y otros países. 
Su primer álbum estuvo nominado al Grammy Latino por mejor álbum de rock/alternativo.

### "Oro" (2008)
Segundo material discográfico de Bengala. Este disco se grabó entre junio y noviembre del 2008 en Coyoacán, Cd. de México en los Estudios Topetitud. La producción estuvo a cargo de Tito Fuentes de Molotov, ingeniero Tony Peluso y asistente de grabación Julian Placencia. 
Diego Suárez, vocalista y teclista de la banda, hizo un comentario respecto al nuevo álbum:

"'Este Segundo material, se aleja del sonido de nuestro disco debut, sin perder la esencia que caracteriza a Bengala. Oro es una combinación de ritmos y sonidos que a lo largo de 11 tracks emociona poco a poco mientras transcurre lleno de detalles y momentos explosivos. Definitivamente es un disco que debe escucharse con auriculares por lo menos la primera vez. Ojalá lo disfruten tanto como nosotros disfrutamos hacerlo".

### "Sigue" (2012)
En marzo primero de 2012, Bengala regresa con Sigue, como ya es costumbre este disco está producido por Emmanuel del Real A.K.A. Meme. El álbum está compuesto por 10 canciones, actualmente “Tropecé” y “16” son los sencillos que se desprenden de Sigue.
Los originarios de la Ciudad de México han cambiado su sonido a lo que nos tenían acostumbrados para este nuevo álbum, “Nunca Digas Nunca” da inicio al disco con sintetizadores muy pegajosos muy al estilo de Meme,  en esta canción el sonido no está tan alejado a lo que hacían antes los Bengala.
“Otra vez”, “Despertar”,  “Lágrimas” y  “Eternidad” son las canciones que destacan del disco, el álbum no tiene una temática específica, las letras hablan de amores y desamores,  Sigue sobresale musicalmente de los trabajos anteriores de Bengala, excelente producción y mezcla del álbum que se convierten en el fuerte del disco. Los ritmos son pegajosos con el uso de coros de fondo, buenos arreglos y riffs de guitarra, que aunque no complejos, sí logran el objetivo.

## Discografía
Bengala - (2006)

| N.º | Título               | Duración |  |
| 1.  | «Planeador»          | 3:53     |  |
| 2.  | «Miente»             | 3:08     |  |
| 3.  | «Si Quieres Yo»      | 3:36     |  |
| 4.  | «Pulso»              | 3:48     |  |
| 5.  | «Abril Oneil»        | 4:33     |  |
| 6.  | «Carretera»          | 4:18     |  |
| 7.  | «Pla Pla Pla»        | 2:40     |  |
| 8.  | «Tírate»             | 3:58     |  |
| 9.  | «Domingo A Las Seis» | 3:51     |  |
| 10. | «Soñé»               | 3:20     |  |
| 11. | «Solar»              | 3:28     |  |
| 12. | «Mensaje»            | 3:32     |  |
| 13. | «Mal Incurable»      | 4:21     |  |

Oro - (2009)

| N.º | Título                      | Duración |  |
| 1.  | «Cárcel»                    | 4:29     |  |
| 2.  | «Voy Por Ti»                | 3:44     |  |
| 3.  | «A Veces»                   | 2:53     |  |
| 4.  | «Corto Cartucho»            | 4:46     |  |
| 5.  | «Vamos Otra Vez»            | 4:25     |  |
| 6.  | «Oro»                       | 3:07     |  |
| 7.  | «Fuiste (con Daniela Romo)» | 4:21     |  |
| 8.  | «No Vuelvas»                | 4:02     |  |
| 9.  | «Elefantes»                 | 4:45     |  |
| 10. | «Rey de España»             | 3:51     |  |
| 11. | «11»                        | 1:39     |  |
| 12. | «Cueva»                     | 5:07     |  |

Sigue - (2012)

| N.º | Título              | Duración |  |
| 1.  | «Nunca Digas Nunca» | 3:37     |  |
| 2.  | «Por Un Minuto»     | 3:02     |  |
| 3.  | «Otra Vez»          | 4:09     |  |
| 4.  | «16»                | 3:58     |  |
| 5.  | «Despertar»         | 3:09     |  |
| 6.  | «A Cero»            | 4:47     |  |
| 7.  | «Lágrimas»          | 4:24     |  |
| 8.  | «Tropecé»           | 3:oo     |  |
| 9.  | «Amanecer»          | 4:25     |  |
| 10. | «Eternidad»         | 3:14     |  |

### Sencillos
Bengala - (2006)
- Carretera
- Miente
- Mal Incurable

Oro - (2009)
- Cárcel

Sigue - (2012)
- Tropecé
- 16
- "Otra Vez"

Laberinto - (2019)

| N.º | Título                   | Duración |  |
| 1.  | «Un Millón de Estrellas» | 3:22     |  |
| 2.  | «Tiempo»                 | 4:12     |  |
| 3.  | «Déjala Ir»              | 3:50     |  |
| 4.  | «Horizontes»             | 3:30     |  |
| 5.  | «Enloquecer»             | 4:27     |  |
| 6.  | «Cuarto del Fondo»       | 3:59     |  |
| 7.  | «Temblor - Ese Soy»      | 4:27     |  |

### Colaboraciones
- Cosas Infinitas (Soundtrack del filme Bajo La Sal, también incluido en el álbum de la banda sonora como sencillo).
- "Fuiste" canción del álbum "Oro" lanzado en 2009.El track es una colaboración con la cantante Daniela Romo.
- "Cuando Llega el Momento". Colaboración con Los Mesoneros, en la celebración de los diez años de su disco Indeleble.